# 埃爾默·弗里克
埃爾默·哈里森·弗里克（英語：Elmer Harrison Flick，1876年1月11日—1971年1月9日），為美國職棒大聯盟的外野手。生涯曾效力過費城人、運動家和納普(今印地安人)等隊。弗里克的生涯打擊率高達3成13，並在1963年入選名人堂。

## 職業生涯
弗里克一開始加入州際聯盟，並在州際聯盟打球的期間被費城人總教練相中其天賦，因此他在1898年正式加盟費城人。他在初登板便敲出2支安打，後來因為球隊外野手Sam Thompson因長期傷勢問題宣布退休，弗里克因此獲得大量出賽機會。這年他的打擊率為3成02，並敲出13支三壘安打與81分打點。隔年他的打擊率上升至3成42，得分和打點數都是98。不過他在1899年8月嚴重傷到膝蓋，導致他有一段時間無法回到賽場。
1900年，隊上球星納普·拉傑威和艾德·迪拉杭提都繼續和費城人續約。不過許多球員都想跳槽到美國協會，因此弗里克和其他球員打算在1901年跳槽，於是在1900年先和球隊續約。
1900年，弗里克的打擊率為3成67，並敲出11轟與110分打點。他在球季中一度和拉傑威打架，造成拉傑威拇指受傷休息五週。這年弗里克拿下聯盟打點王，打擊率排在第二。
1902年，弗里克加盟美聯的費城運動家。不過當時費城人隊老闆John Rogers通過了禁制令，限制拉傑威、Bill Bernhard和Chick Fraser在費城的其他球隊打球，而弗里克也無辜受到牽連。最後弗里克和拉傑威緊急跳槽到克里夫蘭野馬隊，才得以繼續打球。
1902年7月6日，弗里克單場敲出3支三壘安打。1904年，他不打算和球隊續約，並準備退休回家鄉種田。不過他最後仍選擇繼續待在納普隊。1905年，弗里克以3成08的打擊率拿下打擊王，並寫下38次盜壘成功。那年他僅僅發生一次守備失誤。
1906年，弗里克達成39次盜壘成功，打擊率3成11，並敲出生涯最多的22支三壘安打。不過他對於積弱不振的球隊感到很不滿意，他希望自己可以到像是老虎隊那樣有競爭力的球隊打球。當時老虎隊對於球隊新秀泰·柯布的態度很不能忍受，因此打算交易到納普。但是納普隊不願意交易弗里克，於是他們將外野手Bunk Congalton放入交易包裹內，結果最後被老虎隊拒絕。1907年，弗里克敲出18支三壘安打。
1908年，弗里克開始出現傷痛。該年他因為腹痛僅出賽9場比賽，之後便離開了訓練營回家養傷。1909年和1910年，由於腹痛問題一直沒有改善，因此弗里克出賽數愈來愈少，打擊能力也大幅衰退。
1910年，納普隊透過交易得到了無鞋喬·傑克森。後來球隊在7月將弗里克交易到美國協會的堪薩斯市藍隊，不過弗里克仍然拒絕在美國協會出賽。
1911年，弗里克嘗試重返大聯盟。他先從美國協會出發，並在那打了兩年。雖然打擊率有維持在2成6以上，不過打擊力量已經減少很多。最後他在1912年遭到釋出，並宣布正式退休。

## 晚年
退休之後，弗里克除了打獵養馬以外，還有在經營不動產事業。他甚至還曾到克里夫蘭印地安人當過球探。到了晚年，弗里克對於粉絲的簽名要求依舊來者不拒，據說他在每個簽名之下都會寫下日期和年齡。
家庭方面，弗里克一共有5個女兒，後來他在1971年1月9日因為心臟衰竭去世，當時距離他95歲生日只差2天。

## 紀念
1963年，弗里克入選名人堂。當時前道奇隊總經理Branch Rickey親自致電給弗里克告知好消息時，弗里克甚至以為這是一通惡作劇電話。後來高齡87歲的弗里克參與入選名人堂典禮，成為大聯盟史上最高齡的入選者。他也表示這是他人生中最具意義的一天，讓他驚訝到不知道該用什麼話來形容。

### 生涯打擊成績
| 出賽次數 | 打席 | 打數 | 得分 | 安打 | 二安 | 三安 | 全壘打 | 打點 | 盜壘 | 保送 | 三振 | 打擊率 | 上壘率 | 長打率 | OPS  |
| -------- | ---- | ---- | ---- | ---- | ---- | ---- | ------ | ---- | ---- | ---- | ---- | ------ | ------ | ------ | ---- |
| 1483     | 6431 | 5597 | 950  | 1752 | 268  | 164  | 48     | 756  | 330  | 597  | 567  | .313   | .389   | .445   | .834 |

## 外部連結
- 球員資訊和成績在MLB ，ESPN ，Retrosheet ，Baseball Reference ，Baseball Reference (Minors) ，Fangraphs ，The Baseball Cube （英文）